# The Outlaw Breaker
The Outlaw Breaker est un western muet américain réalisé par Jacques Jaccard et sorti en 1926.

## Fiche technique
- Réalisation : Jacques Jaccard
- Scénario : Yakima Canutt, Jacques Jaccard
- Photographie : Harry McGuire Stanley
- Production : Yakima Canutt
- Date de sortie : 
  - États-Unis : 1926

## Distribution
- Yakima Canutt : Yak Darnell
- Nelson McDowell : Calamity Jenkins
- Harry Northrup : Jim Kincaid
- Alma Rayford : Wanda Allenby
- Dick La Reno : Buck Allenby
- Florence Lee : Annabelle Darnell
- William Bertram : Doc Price
- Frank Ellis : Henchman Sibley
- Boy Wonder Horse : Garçon